# Malik Bendjelloul
Malik Bendjelloul (Ystad, 14 de septiembre de 1977 - Solna, 13 de mayo de 2014) fue un director de documentales sueco, ganador del premio Óscar al mejor largometraje documental en la edición de 2012 por la obra Searching for Sugar Man (2012), con el que ganó además el BAFTA británico y el premio WGA.

## Biografía
De niño había trabajado como actor infantil en una película. Su padre fue un médico argelino afincado en Suecia, su madre, la traductora y pintora sueca Veronica Schildt Bendjelloul.

## Muerte
Malik Bendjelloul se suicidó el 13 de mayo de 2014 arrojándose al tren en la estación de metro Solna Centrum en Estocolmo después de luchar con la depresión, según informó su hermano, el periodista y presentador Johar Bendjelloul.

## Filmografía
- Ebba och Didrik (1990) (actor)
- Searching for Sugar Man (2012) (director)

## Premios y distinciones
Premios Óscar
| Año  | Categoría              | Película                | Resultado |
| ---- | ---------------------- | ----------------------- | --------- |
| 2013 | Mejor documental largo | Searching for Sugar Man | Ganador   |